# Flixmobility
Flixmobility GmbH (працює під  брендом FlixBus — ФліксБус) — німецька транспортна компанія, що спеціалізується на організації пасажирських автобусних перевезень. Заснована 2013 року в Мюнхені. Станом на 2017 рік, компанія здійснювала рейси на 1400 напрямках у 27 країнах Європи (також в Україні). 2017 FlixBus перевіз 60 млн пасажирів.

Напрямки Flixbus

Компанія не має власних автобусів і водіїв, використовуючи транспорт та працівників інших компаній. Автобуси пофарбовані в корпоративний стиль FlixBus.

## Історія
Компанія заснована у Мюнхені в 2013 році. В цьому ж році об'єдналася з берлінською компанією «MeinFernbus» і стала лідером німецького ринку автобусних перевезень. У 2017 році її частка на ринку досягла 93%.
2015 компанія вийшла на міжнародний ринок. З цього часу встигла поглинути кілька інших великих перевізників, серед них зокрема Megabus, Postbus та австрійська HELLO, та стати найбільшою у Європі.
В грудні 2017 було оголошено про поглинання польського «PolskiBus».
У травні 2019 року «Eurolines» та «Isilines», які належали «Transdev Group», ввійшли до складу «FlixBus», що включає всі види діяльності «Eurolines» на ринках Франції, Нідерландів, Бельгії, Іспанії та Чехії та приналежність бренду до місцевих перевізників у 25 країнах. У національному автобусному сполученні у Франції компанія працює під брендом «Isilines». Ринки «Eurolines» будуть контролюватися відповідними регіональними дирекціями «FlixBus».

## FlixBus в Україні
В липні 2017 року FlixBus вийшла й на ринок України. В Україні FlixBus виконує рейси з таких міст як Львів, Київ, Ужгород, Рівне та Житомир. Регіональним партнером перевізника в Україні стала компанія «EuroClub».
В червні 2019, повідомлялося про плани компанії розширити присутність в Україні та відкриття внутрішньоукраїнських маршрутів. В грудні компанія запустила маршрут Одеса — Пльзень (Чехія), що проходить через Тернопіль, Львів, Краків та Прагу.
В липні 2021 року FlixBus оголосив про запуск ще трьох міжнародних маршрутів. З 20 липня заплановано відкрити три лінії: Київ-Прага-Пльзень, Львів-Вроцлав та Львів-Будапешт.
15 грудня 2022 року було запущено 3 маршрути: Вінниця — Варшава, Івано-Франківськ — Познань, Полтава — Прага.
22 грудня 2022 року було запущено перший маршрут з України до Німеччини (№ 3207).
На початку 2023 року було відновлено рейси з Чернівців до Кракова і Варшави.
В квітні 2023 року було відкрито ще 3 маршрути з Києва до Варшави, Познаня і Гдині.
З 14 липня 2023 року було відкрито маршрут Трускавець — Краків.
З 2 листопада 2023 року було відкрито маршрут Київ — Лейпциг.

## Маршрути
| Перелік автобусних маршрутів FlixBus | Перелік автобусних маршрутів FlixBus | Перелік автобусних маршрутів FlixBus                                                          | Перелік автобусних маршрутів FlixBus | Перелік автобусних маршрутів FlixBus                                   |
| №                                    | Початковий пункт                     | Маршрут руху                                                                                  | Кінцевий пункт                       | Примітка                                                               |
| ------------------------------------ | ------------------------------------ | --------------------------------------------------------------------------------------------- | ------------------------------------ | ---------------------------------------------------------------------- |
| 3207                                 | Київ                                 | Житомир, Рівне, Львів                                                                         | Берлін                               |                                                                        |
| 3208                                 | Київ                                 | Житомир, Рівне, Львів, Краків, Дрезден                                                        | Лейпциг                              |                                                                        |
| 3220                                 | Київ                                 | Коростень, Сарни, Ковель, Люблін, Варшава, Новий-Двір-Мазовецький                             | Варшава-Модлін                       |                                                                        |
| 3221                                 | Київ                                 | Житомир, Звягель, Рівне, Луцьк, Люблін                                                        | Варшава                              |                                                                        |
| 3222                                 | Київ                                 | Житомир, Рівне, Луцьк, Люблін                                                                 | Варшава                              |                                                                        |
| 3223                                 | Київ                                 | Житомир, Рівне, Луцьк, Люблін                                                                 | Варшава                              |                                                                        |
| 3224                                 | Київ                                 | Житомир, Рівне, Луцьк, Люблін, Варшава, Лодзь                                                 | Познань                              |                                                                        |
| 3226                                 | Київ                                 | Житомир, Рівне, Луцьк, Люблін, Варшава, Торунь, Бидгощ, Гданськ, Сопот                        | Гдиня                                |                                                                        |
| 3230                                 | Київ                                 | Житомир, Рівне, Львів, Краків, Катовиці                                                       | Вроцлав                              |                                                                        |
| 3232                                 | Чернівці                             | Коломия, Івано-Франківськ, Львів                                                              | Краків                               |                                                                        |
| 3234                                 | Трускавець                           | Дрогобич, Стрий, Львів, Ряшів, Тарнів                                                         | Краків                               |                                                                        |
| 3241                                 | Чернівці                             | Коломия, Івано-Франківськ, Львів, Люблін                                                      | Варшава                              |                                                                        |
| 3242                                 | Вінниця                              | Хмельницький, Львів, Люблін                                                                   | Варшава                              |                                                                        |
| 3245                                 | Івано-Франківськ                     | Львів, Ряшів, Лодзь                                                                           | Познань                              |                                                                        |
| 3270                                 | Київ                                 | Житомир, Рівне, Львів, Краків, Катовиці, Острава, Оломоуць, Брно                              | Прага                                |                                                                        |
| 3271                                 | Полтава                              | Київ, Львів, Краків                                                                           | Прага                                |                                                                        |
| 3272                                 | Львів                                | Стрий, Мукачево, Ужгород, Кошице, Пряшів, Попрад, Жиліна, Тренчин, Трнава, Братислава, Відень | Санкт-Пельтен                        |                                                                        |
| 3277                                 | Одеса                                | Умань, Вінниця, Тернопіль, Львів, Краків, Катовиці, Острава, Оломоуць, Брно, Прага            | Пльзень                              | У зв'язку з руйнуванням моста у смт Затока автобус скорочено до Одеси. |
| 3280                                 | Київ                                 | Житомир, Рівне, Львів, Мукачево, Ужгород                                                      | Будапешт                             |                                                                        |
| 3285                                 | Львів                                | Мукачево, Ужгород                                                                             | Будапешт                             |                                                                        |

## Галерея

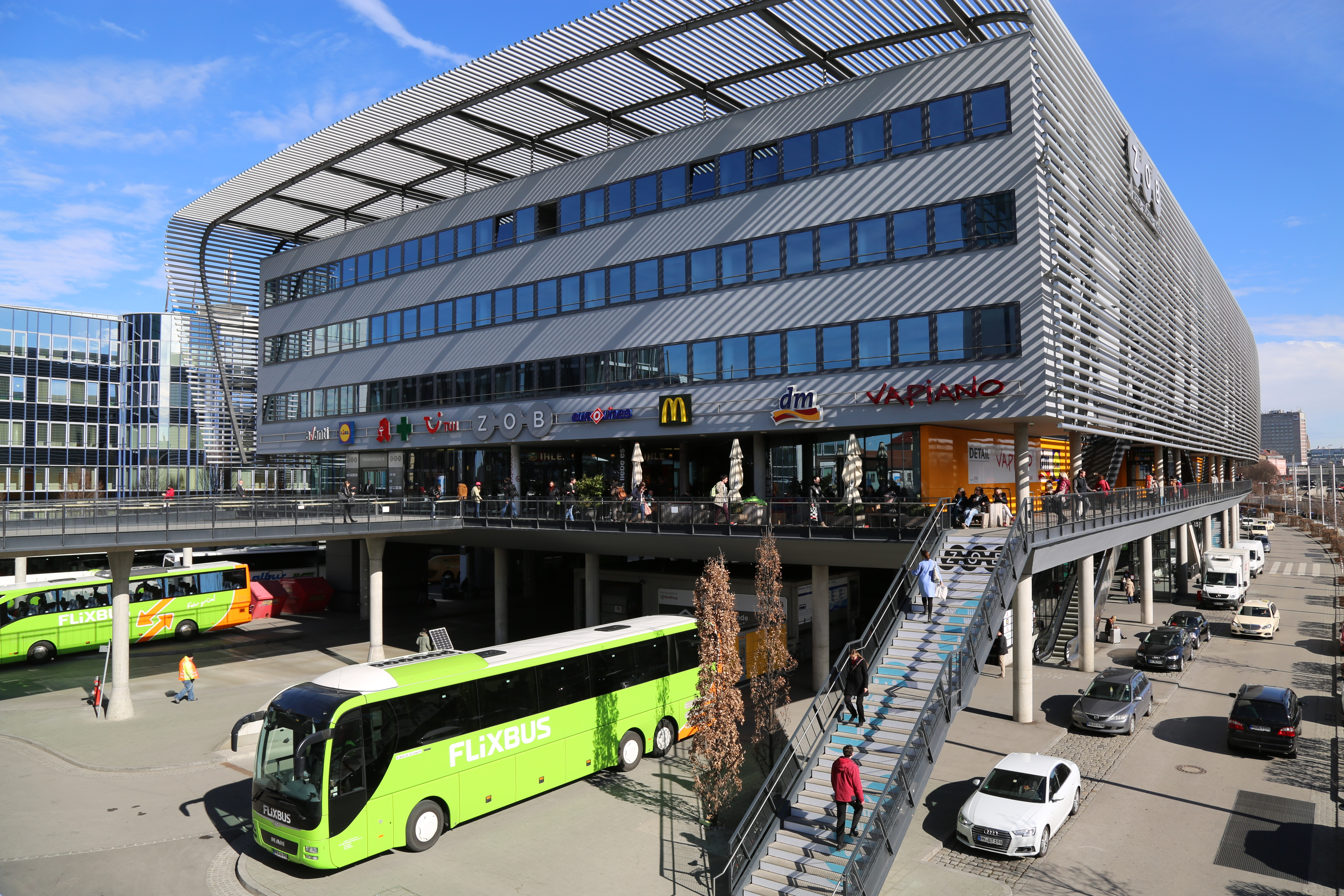
Автобуси FlixBus на виїзді з центрального автовокзалу в Мюнхені (2017)
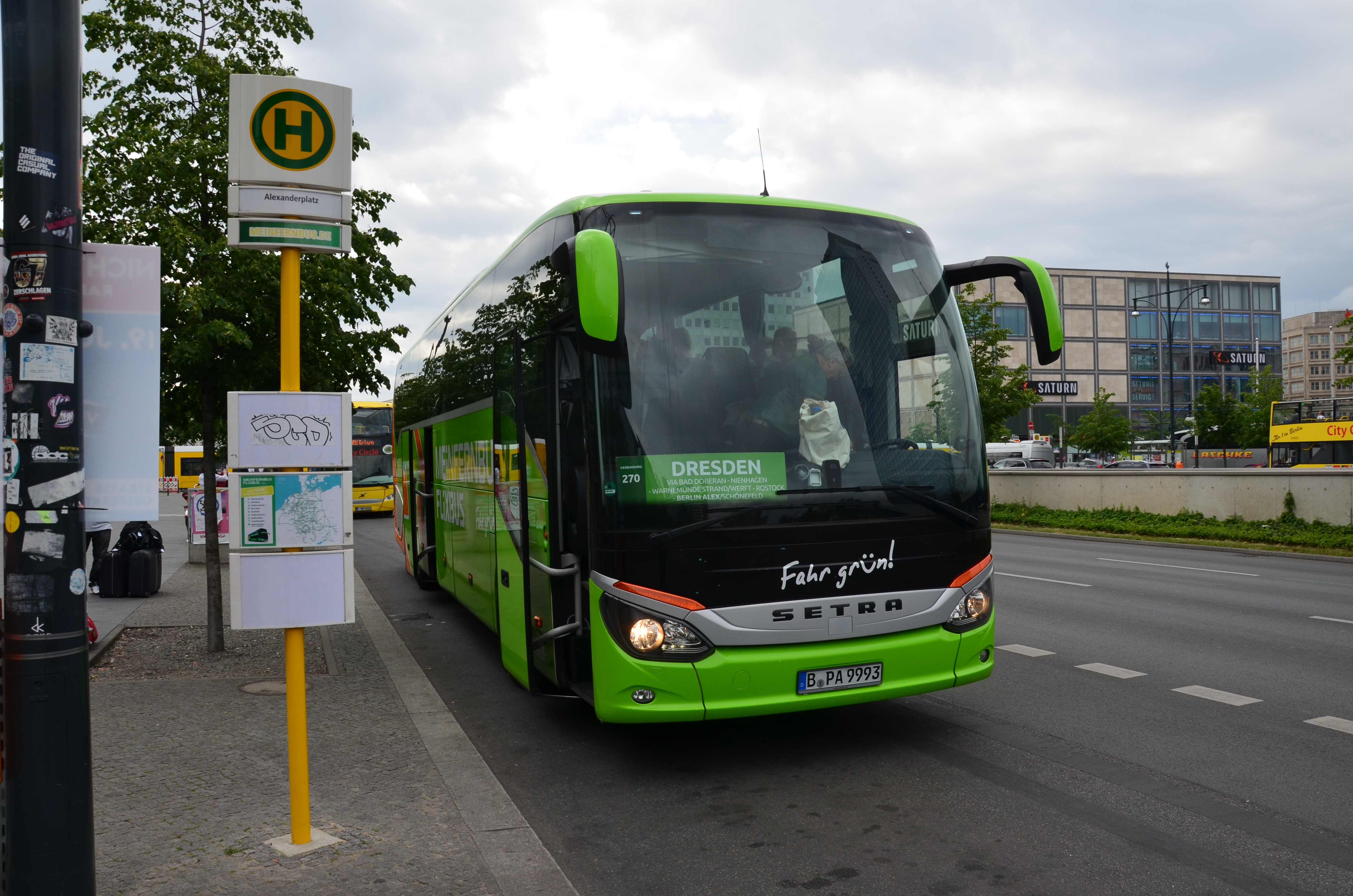
Автобус Setra S 516 HD на зупинці біля залізничної станції Alexanderplatz в Берліні (2016)
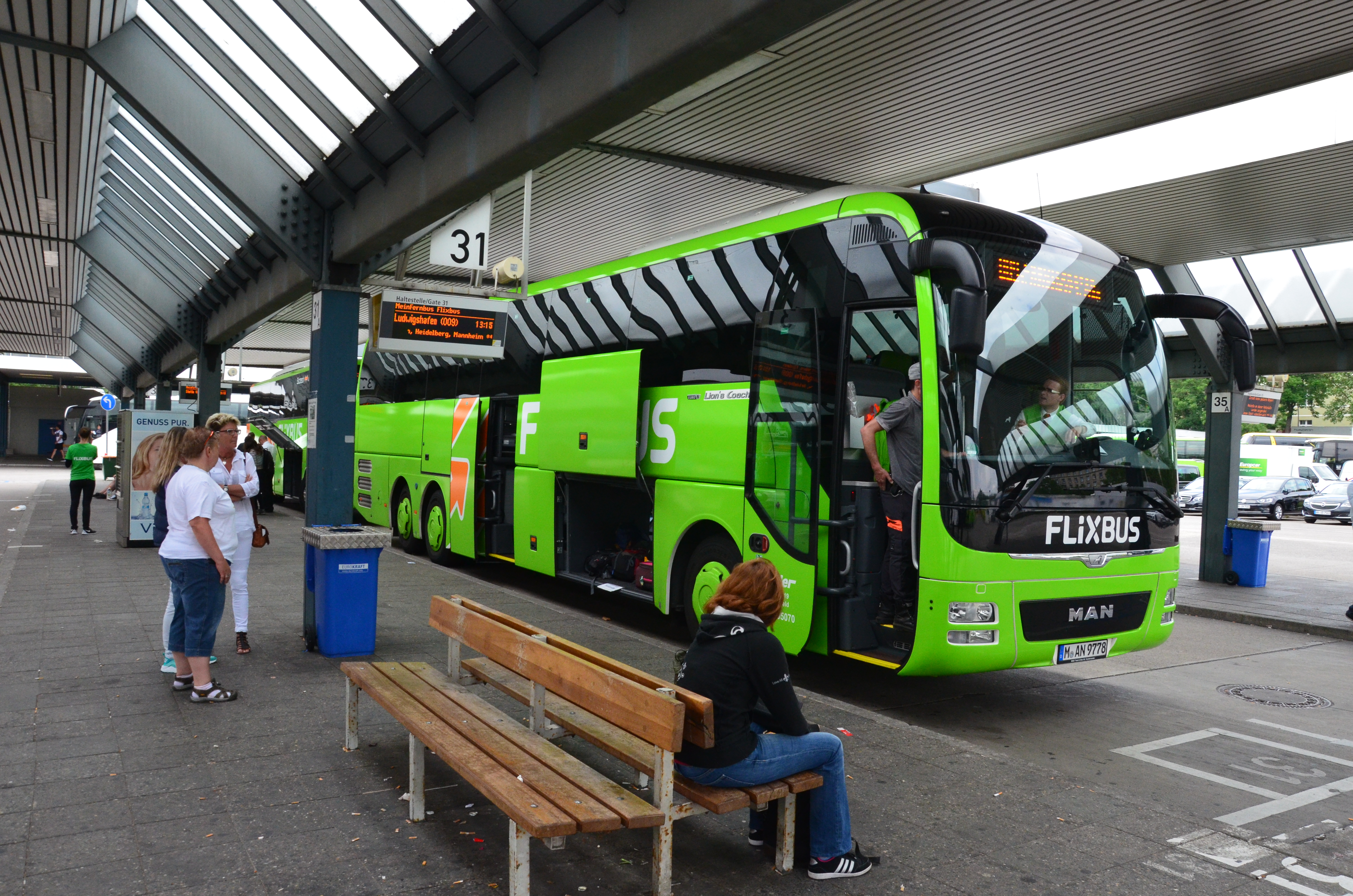
Автобус MAN Lion's Coach на центральному автовокзалі в Берліні (2016)
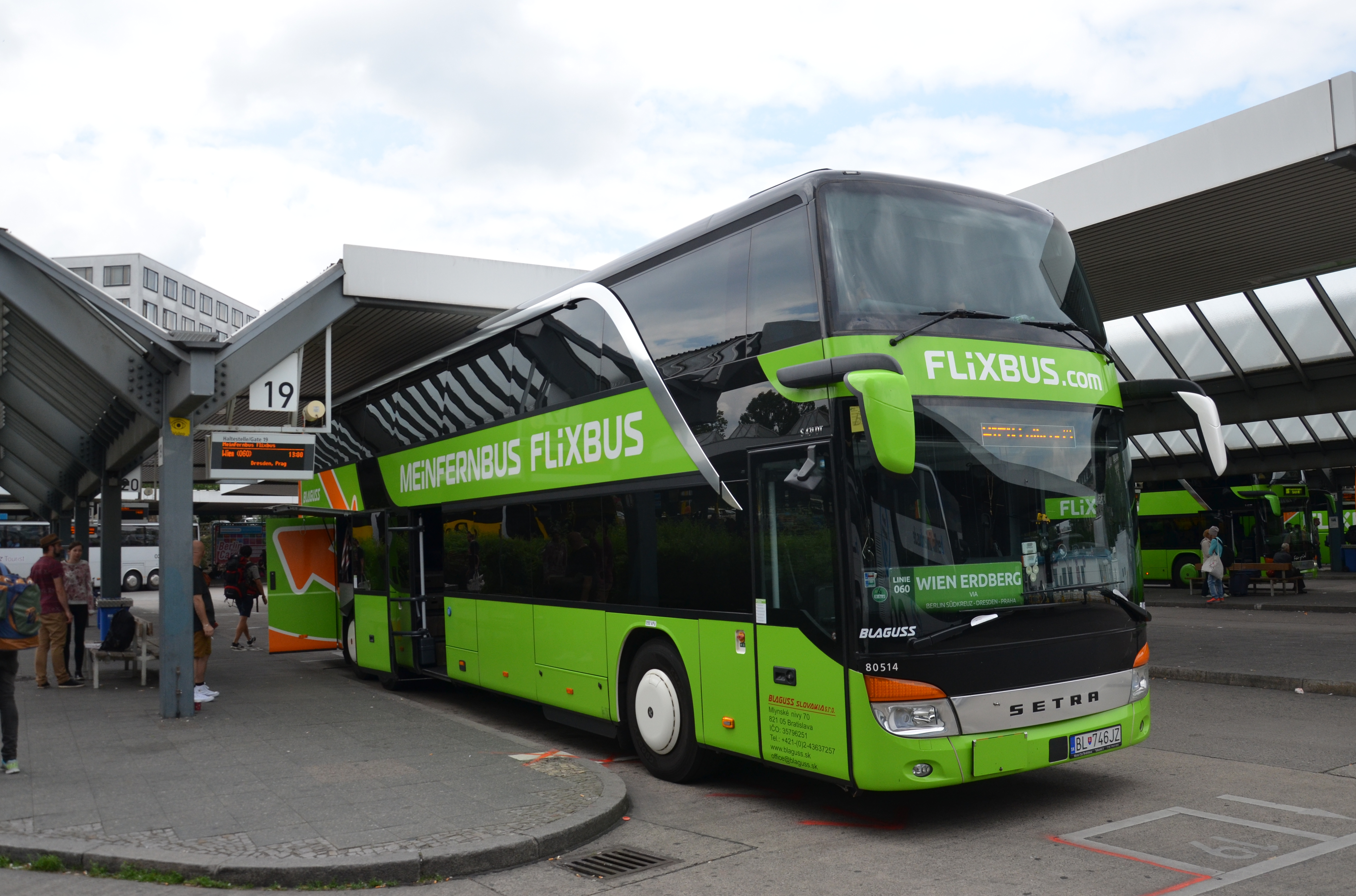
Автобус Setra S 431 DT на центральному автовокзалі в Берліні (2016)
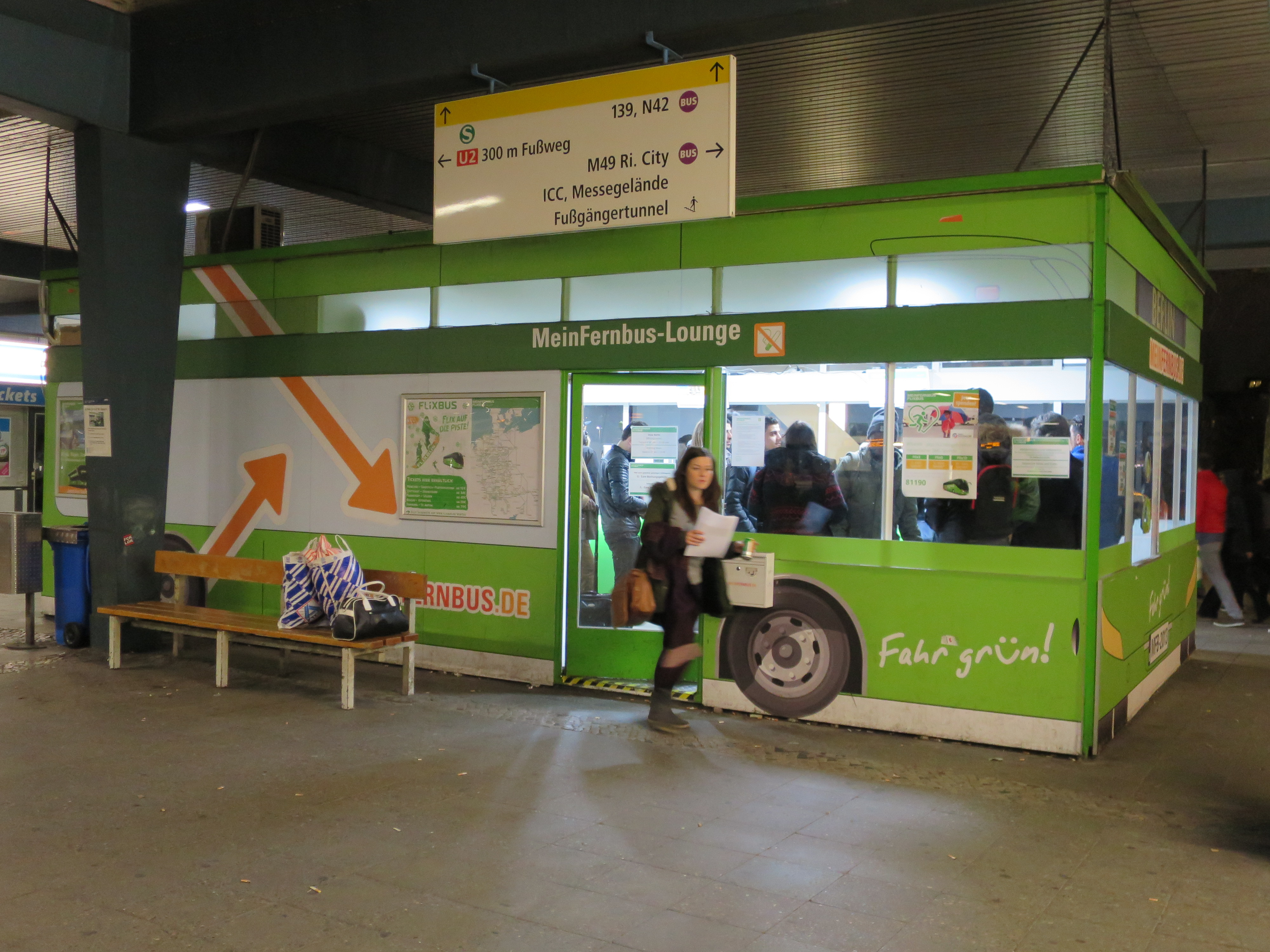
Сервісна точка MeinFernbus-FlixBus на центральному автовокзалі в Берліні (2016)